# Arnicastrum
 Arnicastrum es un género de plantas fanerógamas perteneciente a la familia de las asteráceas. Tiene 3 especies descritas y de estas, solo 2 aceptadas.

## Taxonomía
El género fue descrito por Jesse More Greenman y publicado en  Proceedings of the American Academy of Arts and Sciences 39(5): 115. 1903.	La especie tipo es: Arnicastrum glandulosum Greenm.

## Especies aceptadas
A continuación se brinda un listado de las especies del género Arnicastrum aceptadas hasta julio de 2012, ordenadas alfabéticamente. Para cada una se indica el nombre binomial seguido del autor, abreviado según las convenciones y usos.
- Arnicastrum glandulosum Greenm.
- Arnicastrum guerrerense Villaseñor